# Röthenbach (Obere Argen)
Der Röthenbach ist ein Bach im Allgäu, der durch Gebiet der Gemeinden Röthenbach und Gestratz im bayerischen Landkreis Lindau (Bodensee) fließt und nach rund zwei Kilometer langem Lauf in die Obere Argen mündet.

## Geographie

### Verlauf
Der Röthenbach fließt nördlich von Röthenbach aus seinem linken Oberlauf Ellhofner Tobelbach und seinem rechten Oberlauf Schwarzenbach zusammen; der Ellhofner Tobelbach ist der deutlich einzugsgebietsreichere Oberlauf und entspringt auf dem Gebiet der Gemeinde Stiefenhofen. Der Schwarzenbach führt Moorwasser aus dem sumpfigen Gelände westlich und nordwestlich der Gemeinde Röthenbach heran. Deutlich erkennbar ist die unterschiedliche Färbung der beiden Bäche beim Zusammenfluss.
Am Röthenbach liegen die Weiler Oberschmitten und Unterschmitten.

### Zuflüsse
Hierarchische Liste einer Auswahl der Zuflüsse, jeweils vom Ursprung zur Mündung:
- Ellhofner Tobelbach, rechter Oberlauf aus dem Süden, 7,3 km
  - Beulenbach, linker Oberlauf aus dem Süden, 4,8 km
  - Burkatshofener Bach, rechter Oberlauf aus dem Südosten
  - Riedbach, von Osten
  - Winkeltobelbach, von rechts und Südosten
- Schwarzenbach, linker Oberlauf aus dem Süden

## Bachnatur
Der Bach läuft weitestgehend in seinem natürlichen Bachbett. In Oberschmitten steht die ehemalige Schmittenmühle, ein Baudenkmal.